# Барайы
Барайы — река в России, в Якутии. Правый приток Алдана.
Длина реки — 251 км, площадь водосборного бассейна — 4880 км².
Берёт своё начало на Верхоянском хребте, на высоте 1850 м над уровнем моря. Питание снеговое и дождевое. Вскрывается Барайы в конце мая, замерзает в середине октября. Почти до самого Алдана русло образовано крупной галькой и булыжником.

## Притоки
Основные притоки реки, с указанием расстояния от устья и берега:
- 54 км: без названия (пр.)
- 69 км: Элгэкээн (лв.)
- 78 км: без названия (пр.)
- 81 км: Ыраах-Кыра-Юрэх (лв.)
- 95 км: руч. Ыраас-Юрэх (пр.)
- 104 км: Ойуурдаах-Юрэх (лв.)
- 120 км: Бютэй-Юрэх (пр.)
- 122 км: без названия (пр.)
- 130 км: Иэмтиндьэ (лв.)
- 131 км: Буурдаах-Юрюйэ (пр.)
- 140 км: Бэрэндьэ (лв.)
- 140 км: Атокуот (пр.)
- 148 км: без названия (лв.)
- 153 км: Тюнчэкчээн (пр.)
- 164 км: Чаалбаан (лв.)
- 169 км: Орбани (пр.)
- 169 км: Таалчаан (лв.)
- 176 км: Элэнджэ (лв.)
- 187 км: Холдин (лв.)
- 197 км: Нюнэгибди (лв.)
- 198 км: Боринджа (пр.)
- 203 км: Илбэкич (пр.)
- 210 км: Имтандьа (лв.)
- 218 км: Нади (пр.)